# University College (Oxford)
Das University College (rechtlich: The Master and Fellows of the College of the Great Hall of the University of Oxford) ist ein konstituierendes College der University of Oxford.
Trotz einer Legende, wonach das College bereits 872 gegründet worden sein soll, liegen seine Ursprünge im 13. Jahrhundert. University College, oft umgangssprachlich als „Univ“ bezeichnet, streitet sich damit mit Merton College und Balliol College um die Ehre, das älteste College Oxfords zu sein.
Das College ist mit einer Reihe einflussreicher Personen verbunden. Bekannte Alumni sind Clement Attlee, Harold Wilson, Bill Clinton, Neil Gorsuch, Stephen Hawking, C. S. Lewis, V. S. Naipaul und Percy Bysshe Shelley.

## Geschichte

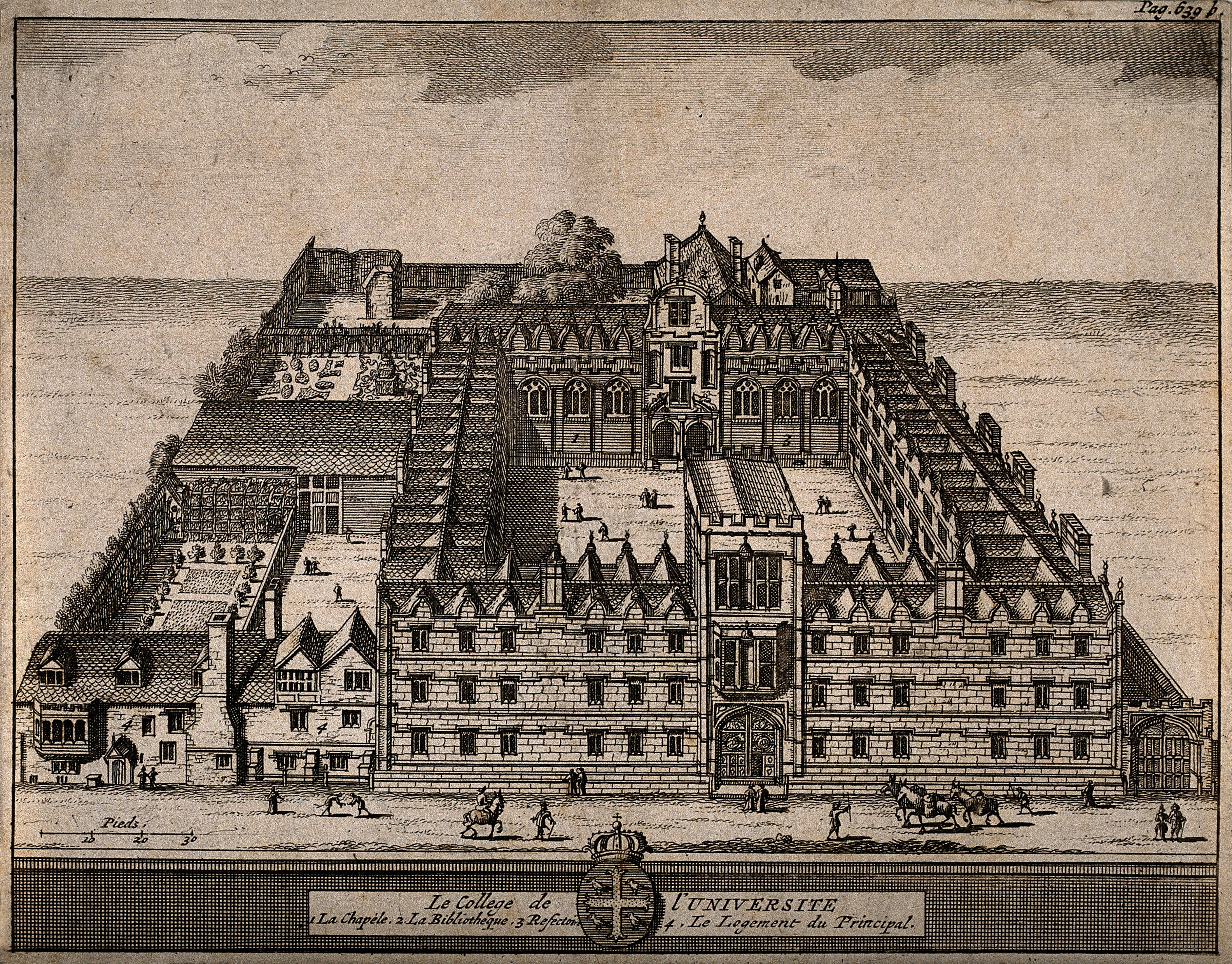
Kupferstich des University College

Im 14. Jahrhundert entstand die Legende, dass das College 872 von Alfred dem Großen gegründet wurde. Dies erklärt, warum das College-Wappen dem von Alfred dem Großen ähnelt und warum das College 1872 sein tausendjähriges Bestehen feierte. Die meisten sind sich aber einig, dass das College 1249 von Wilhelm von Durham gegründet wurde. Er vermachte dem College Geld, um zehn oder zwölf Master of Arts in Theologie zu unterstützen und um ein Anwesen, das als Aula Universitatis (Universitätssaal) bekannt wurde, zu kaufen. Dieses spätere Datum lässt immer noch die Behauptung zu, dass Univ das älteste der Oxford Colleges sei, obwohl dies vom Balliol College und dem Merton College bestritten wird. Univ war bis zum 16. Jahrhundert nur für Studenten der Theologie zugänglich.
Das College erwarb 1332 und 1336 vier Grundstücke an seinem derzeitigen Standort südlich der High Street und baute im 15. Jahrhundert ein Geviert. Als es an Größe und Reichtum zunahm, wurden seine mittelalterlichen Gebäude im 17. Jahrhundert durch die heutigen Gebäude ersetzt. Obwohl der Grundstein am 17. April 1634 gelegt wurde, bedeutete der Ausbruch des englischen Bürgerkriegs, dass der Bau erst 1676 abgeschlossen werden konnte. Das Radcliffe-Geviert folgte 1719 und die Bibliothek wurde 1861 gebaut.
Wie viele Colleges in Oxford akzeptierte das University College 1979 seine ersten Studentinnen, da das College zuvor nur für Männer ausgerichtet war.

## Gebäude

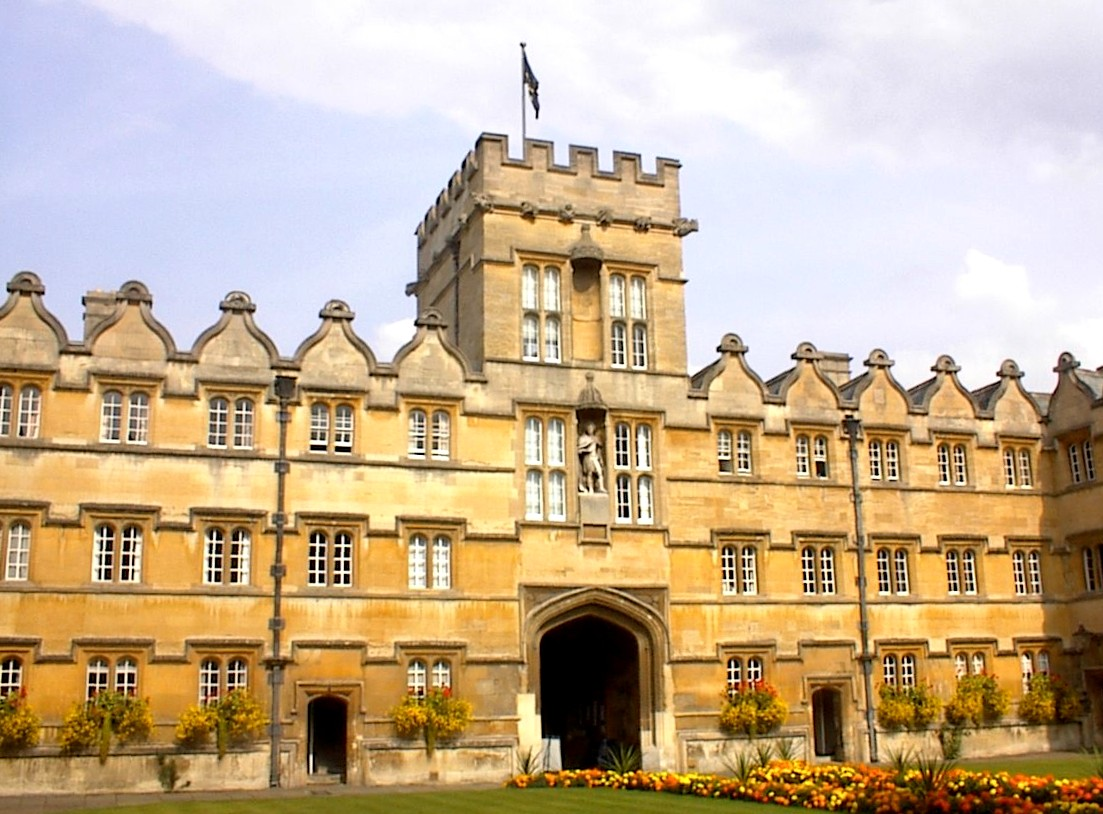
University College (Front Quad)

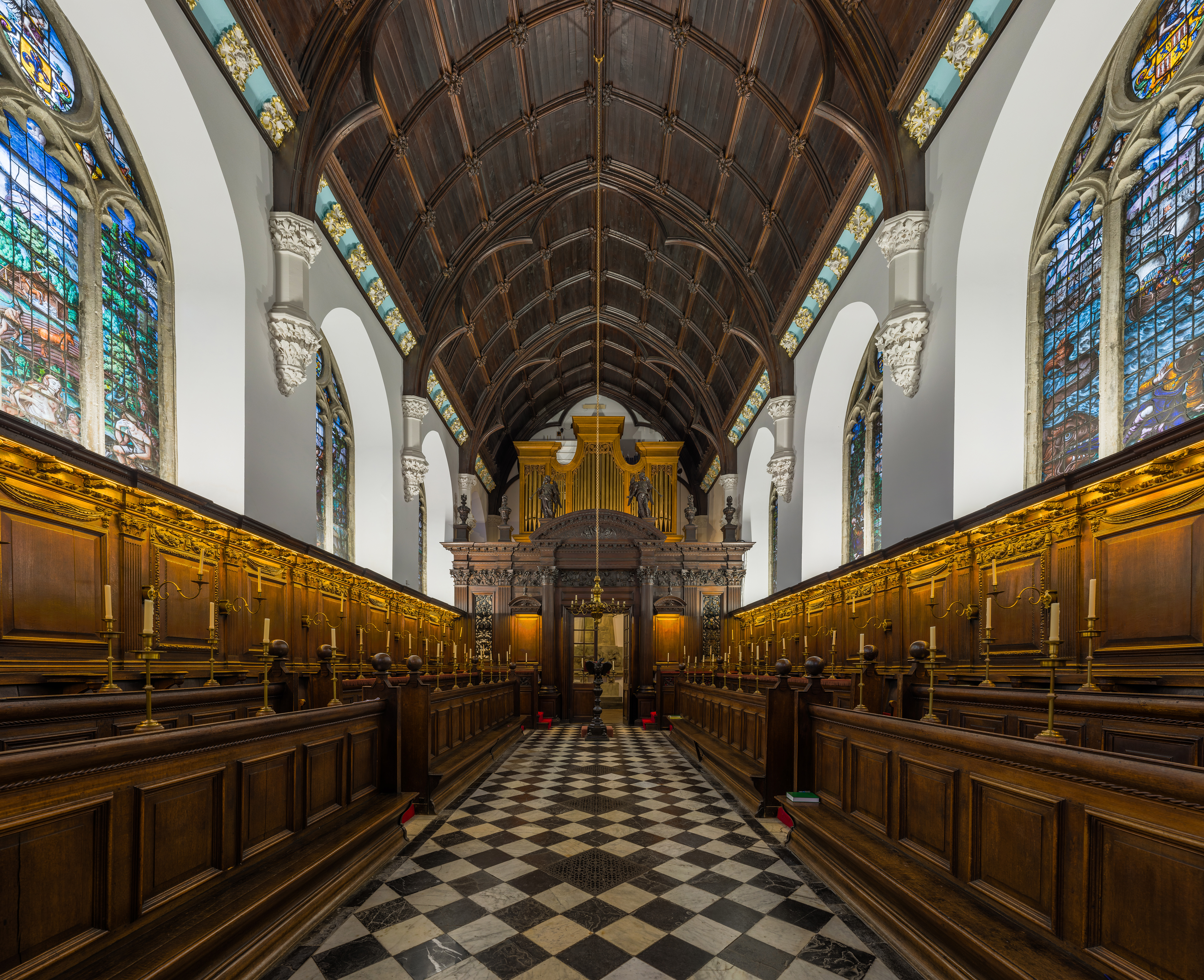
Kapelle des University College

Der Haupteingang des Colleges befindet sich in der High Street. Das Gelände ist von der Merton Street und der Magpie Lane begrenzt. Das College wird durch die Logic Lane unterteilt, die dem College gehört und durch dessen Zentrum verläuft. Auf der Westseite des Colleges befinden sich die Bibliothek, der Speisesaal, die Kapelle und die beiden Quads (deutsch: Gevierte), in denen sowohl Studentenunterkünfte als auch Büros untergebracht sind. Die Ostseite des Colleges besteht hauptsächlich aus Studentenunterkünften über den Geschäften der High Street in der Merton Street oder im separaten Goodhart-Gebäude. Dieses Gebäude ist nach dem ehemaligen Master des College, Arthur Lehman Goodhart, benannt.
In einem speziell errichteten Gebäude des Colleges, dem Shelley Memorial, befindet sich eine Statue des Dichters Percy Bysshe Shelley – einem ehemaligen Mitglied des Colleges. Das College-Nebengebäude in der Staverton Road in North Oxford beherbergt Studenten im zweiten Studienjahr.
Das College besitzt auch ein Bootshaus, welches 2007 fertiggestellt und von Belsize Architects entworfen wurde, sowie einen Sportplatz, der sich in der Nähe der Abingdon Road befindet.

## Publikationen
Das College veröffentlicht eine Reihe von Publikationen, insbesondere für seine Alumni.

### University College Record
Das University College Record ist das jährliche erscheinende Magazin, das jeden Herbst an Alumni des College verschickt wird. Das Magazin bietet Nachrichten zu Clubs und Societies wie den University College Players und dem Devas Club, sowie zu akademischen Leistungen und Preisen. Todesanzeigen und Nachrichten über ehemaliger Studenten findet man am Ende jeder Ausgabe.

### The Martlet
The Martlet ist eine Zeitschrift für Mitglieder und Freunde des Colleges, die in gedruckter Form und online erhältlich ist.

## Persönlichkeiten
Zu den Alumni zählen Politiker, Anwälte, Bischöfe, Dichter und Wissenschaftler. Darunter befinden sich unter anderem zwei britische Premierminister: Clement Attlee und Harold Wilson (ein Univ-Stipendiat), sowie zahlreiche Staats- und Regierungschefs. Die überwältigende Männlichkeit dieser Persönlichkeiten erklärt sich teilweise aus der Tatsache, dass Frauen für mehr als 95 % der Geschichte des Colleges (von 1249 bis 1979) das Studium am University College untersagt war.
- George Abbot (1562–1633), Erzbischof von Canterbury
- Clement Attlee (1883–1967), Premierminister von Großbritannien (1945–1951)
- Harold Wilson (1916–1995), Premierminister von Großbritannien (1964–1970 und 1974–1976)
- Percy Bysshe Shelley (1792–1822), englischer Schriftsteller
- Bill Clinton (* 1946), 42. Präsident der Vereinigten Staaten von Amerika (1993–2001)
- Bob Hawke (1929–2019), 23. Premierminister von Australien (1983–1991)
- John David Hawkins (1940–2023), britischer Hethitologe und Archäologe
- V.S. Naipaul (1932–2018),  britischer Schriftsteller und Literaturnobelpreisträger
- Stephen Hawking (1942–2018), britischer theoretischer Physiker und Autor
- C. S. Lewis (1898–1963), irischer Schriftsteller und Literaturwissenschaftler
- Neil Gorsuch (* 1967), US-amerikanischer Jurist und Bundesrichter
- Edgar Whitehead (1905–1971), Premierminister von Südrhodesien
- David Unterhalter (* 1958), südafrikanisches ehemaliges Mitglied am Appellate Body der WTO und Professor

Bemerkenswerte Alumni des University College beinhalten:
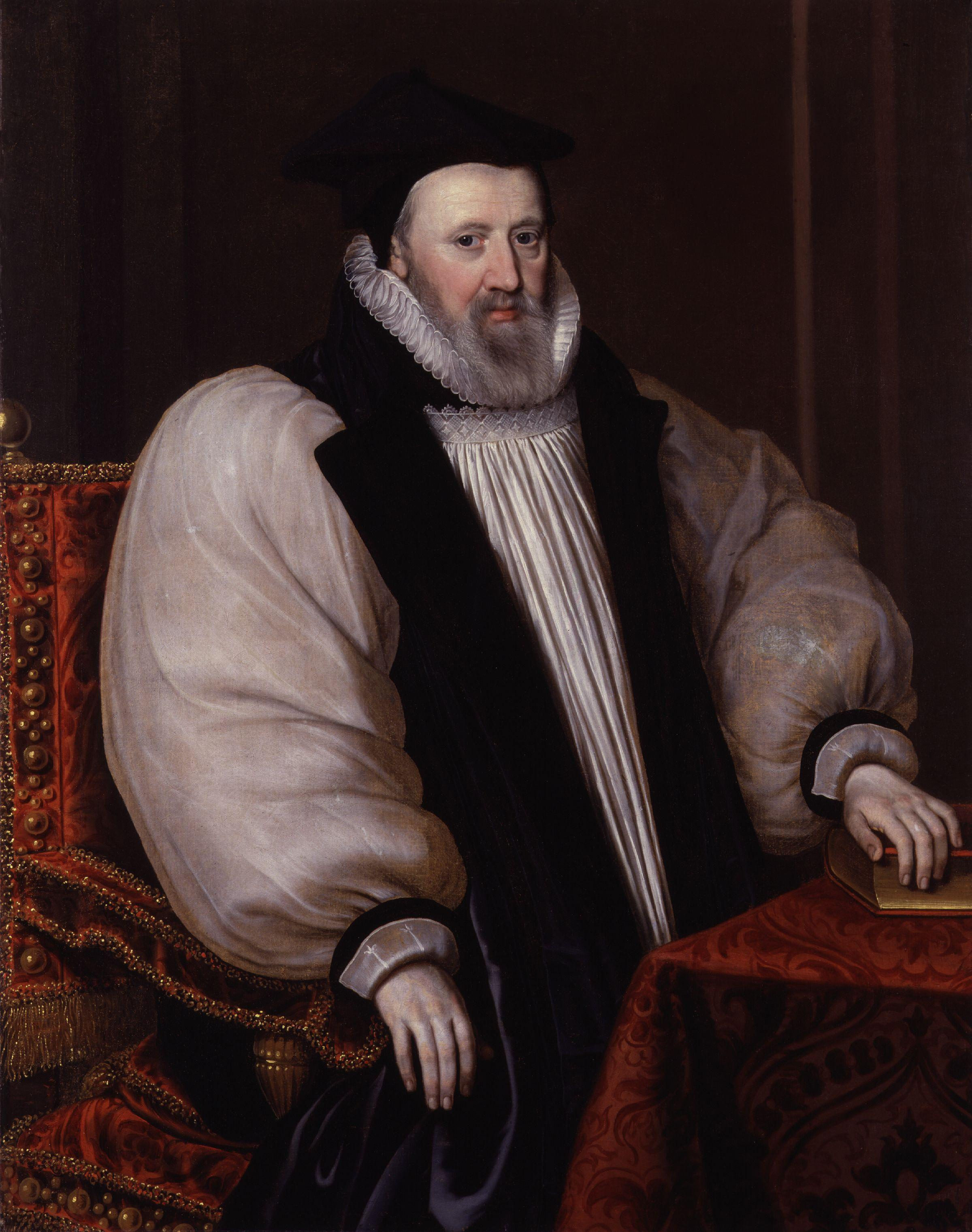
George Abbot, Erzbischof von Canterbury
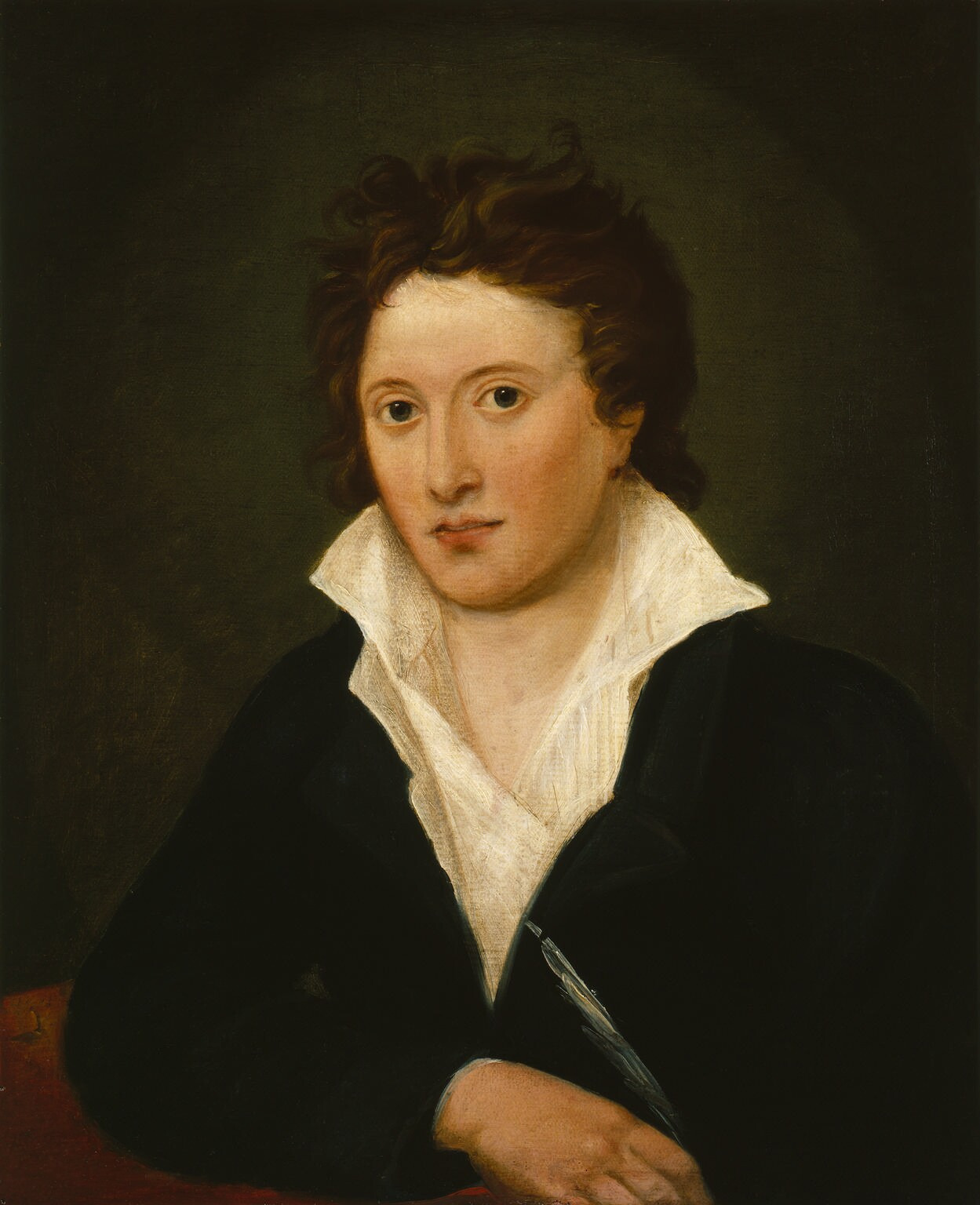
Percy Bysshe Shelley, englischer Schriftsteller
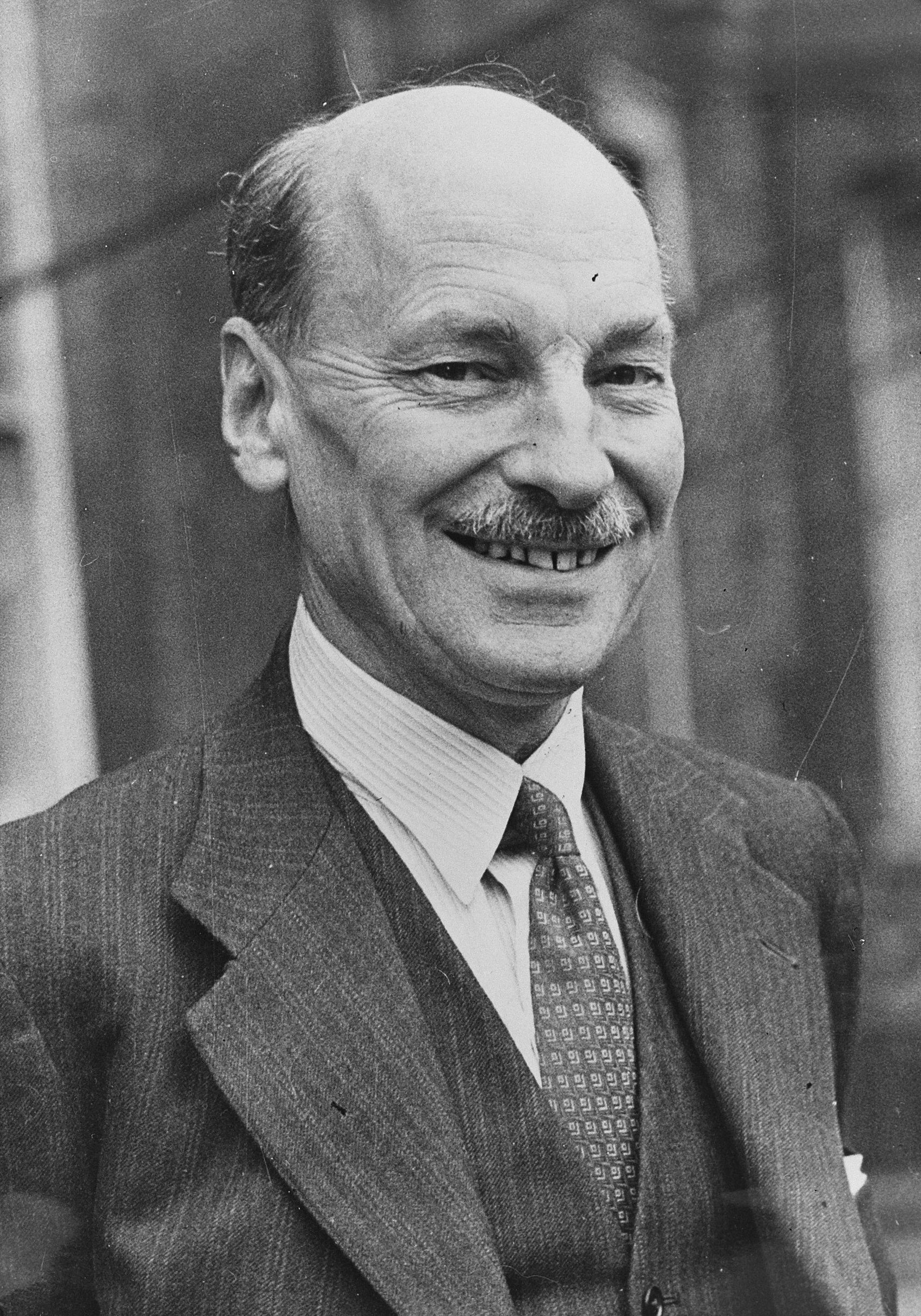
Clement Attlee, britischer Premierminister (1945–1951)
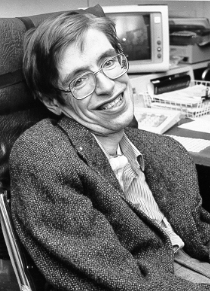
Stephen Hawking, britischer theoretischer Physiker
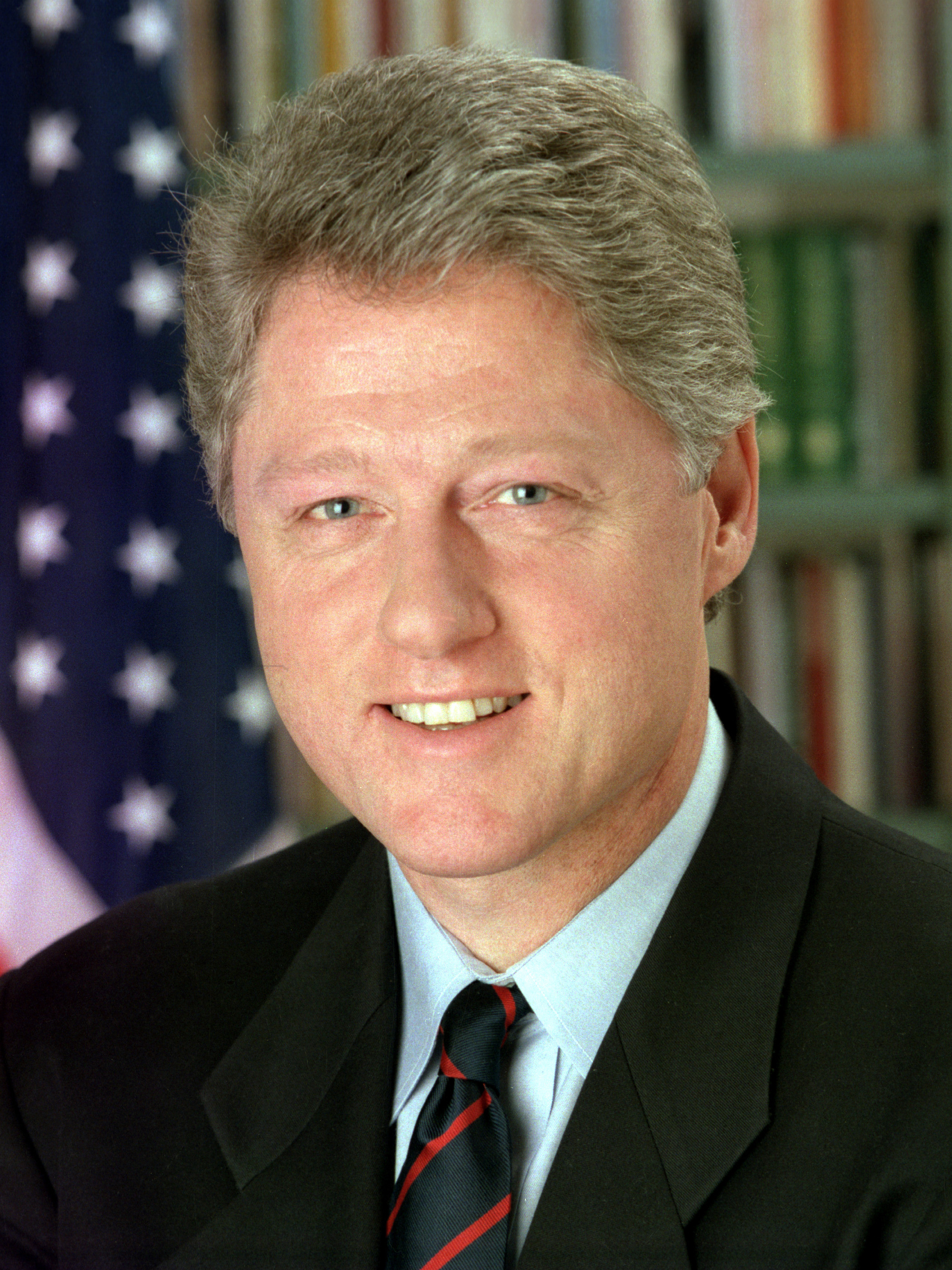
Bill Clinton, 42. Präsident der Vereinigten Staaten von Amerika
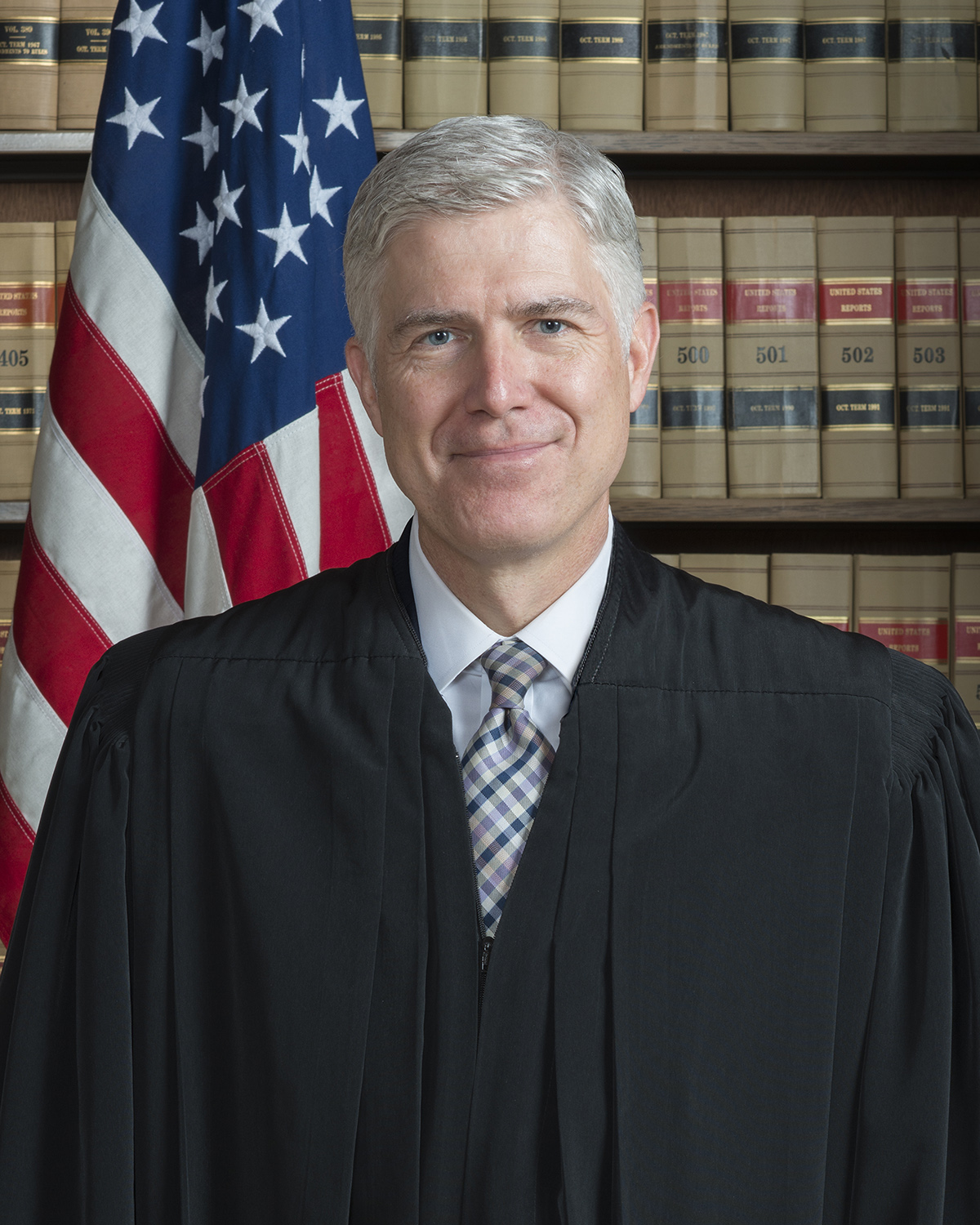
Neil Gorsuch, US-amerikanischer Jurist und Bundesrichter